# Francisco Espinar Lafuente
Francisco Espinar Lafuente. (Almería; 1920 - Torremolinos; 25 de octubre de 2007) fue un jurista de reconocido prestigio, profesor, lingüista, escritor y masón español. Hijo de un militar leal a la República. Tras residir en el protectorado de  Marruecos donde desarrolló parte de su carrera profesional, fue profesor titular de Derecho Civil en la cátedra "Hernández Gil" de la Universidad Complutense de Madrid.
Autor de diversas obras sobre derecho civil, así como de temas filosóficos, Espinar Lafuente desarrolló una actividad masónica muy importante.

## Obras
- Pangeo
- La herencia legal y el testamento. (Estudio doctrinal y de Derecho Positivo) Editorial Bosch, Barcelona 1956. ISBN 978-84-7162-179-5
- Sobre la distinción entre Derechos Reales y Obligaciones. Editorial Reus. 1962. ISBN 978-84-290-0104-4
- El negocio jurídico. Su naturaleza, estructura y clases.  Editorial Reus, Madrid 1963. ISBN 978-84-290-0103-7
- Esquema filosófico de la masonería. Editorial Istmo. Madrid 1981. ISBN 978-84-7090-114-0
- El realismo de sentido. Editorial Parteluz. Madrid 1995. ISBN 978-84-8230-005-4
- Más allá de la ciencia. Universitas Internacional. Madrid 2005. ISBN  978-84-933377-8-0

### Artículos y conferencias
- "Masonería". El País. 7 de diciembre de 1980.
- "En torno a la tradición masónica española".
- "Humanismo y Filosofía".Conferencia en el Ateneo de Madrid, 14 de abril de 2004.
- "La Masonería y la Política".
- "El socialismo del futuro". Ateneo de Madrid
- "Humanismo y socialismo". Ateneo de Madrid

## Vida masónica
El Grande Oriente Español, organización masónica española en el exilio, nombró a Francisco Espinar Lafuente como Gran Maestro y  creó en Méjico una comisión liquidadora encargada de la repatriación del Grande Oriente Español, presidida por Espinar Lafuente, que tenía como principal misión la inscripción del G.O.E. en el registro de asociaciones y conseguir así su legalización.
Las dificultades admistratitivas para conseguir la legalización del G.O.E. llevaraon a Espinar Lafuente a cambiar la denominación de la institución masónica por la de Grande Oriente Español Unido (G.O.E.U.). Tras varios años de litigios en los que Espinar asumió personalmente la defensa de los intereses del G.O.E., la Audiencia Nacional le dio la razón. Finalmente, el 21 de noviembre de 1979, Espinar logró la inscripción del Gran Oriente Español Unido y, consecuentemente, el Grande Oriente Español en el exilio acordó su disolución.
Francisco Espinar Lafuente fue Gran Maestro del Grande Oriente Español Unido (G.O.E.U.), organización masónica que acabaría integrándose en la Gran Logia de España.
En su afiliación en Gran Logia de España se incorporó a la Logia Hermes nº 13 de Madrid. , para posteriormente afiliarse a la Logia Phoenix nº 31, hasta su fallecimiento en el 2007.
Entre 1991 y 1994 detentó el cargo de Soberano Gran Comendador del Supremo Consejo del Grado 33 y último del Rito Escocés Antiguo y Aceptado (R.E.A.A) para España.